# Rispen-Fetthenne
Die Rispen-Fetthenne (Sedum cepaea) ist eine Pflanzenart aus der Gattung der Fetthennen (Sedum) innerhalb der Familie der Dickblattgewächse (Crassulaceae). Die Rispen-Fetthenne wird auch öfters als Zwiebelpfeffer bezeichnet, obwohl dies auf eine falsche Deutung und Übersetzung des Epithetons cepaea zurückgeht.

## Beschreibung

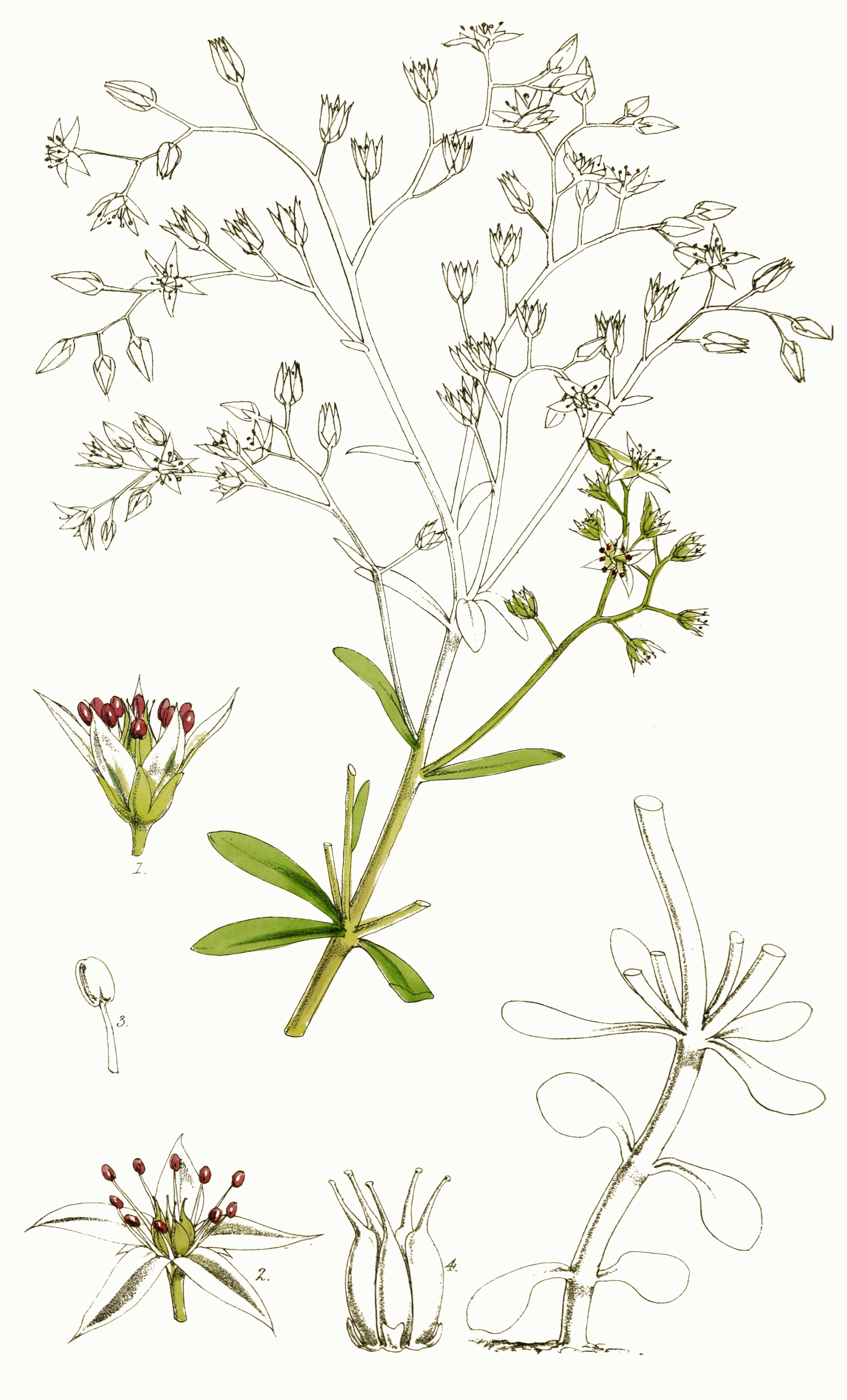
Illustration aus Refugium botanicum ..., Band 4, Tafel 243

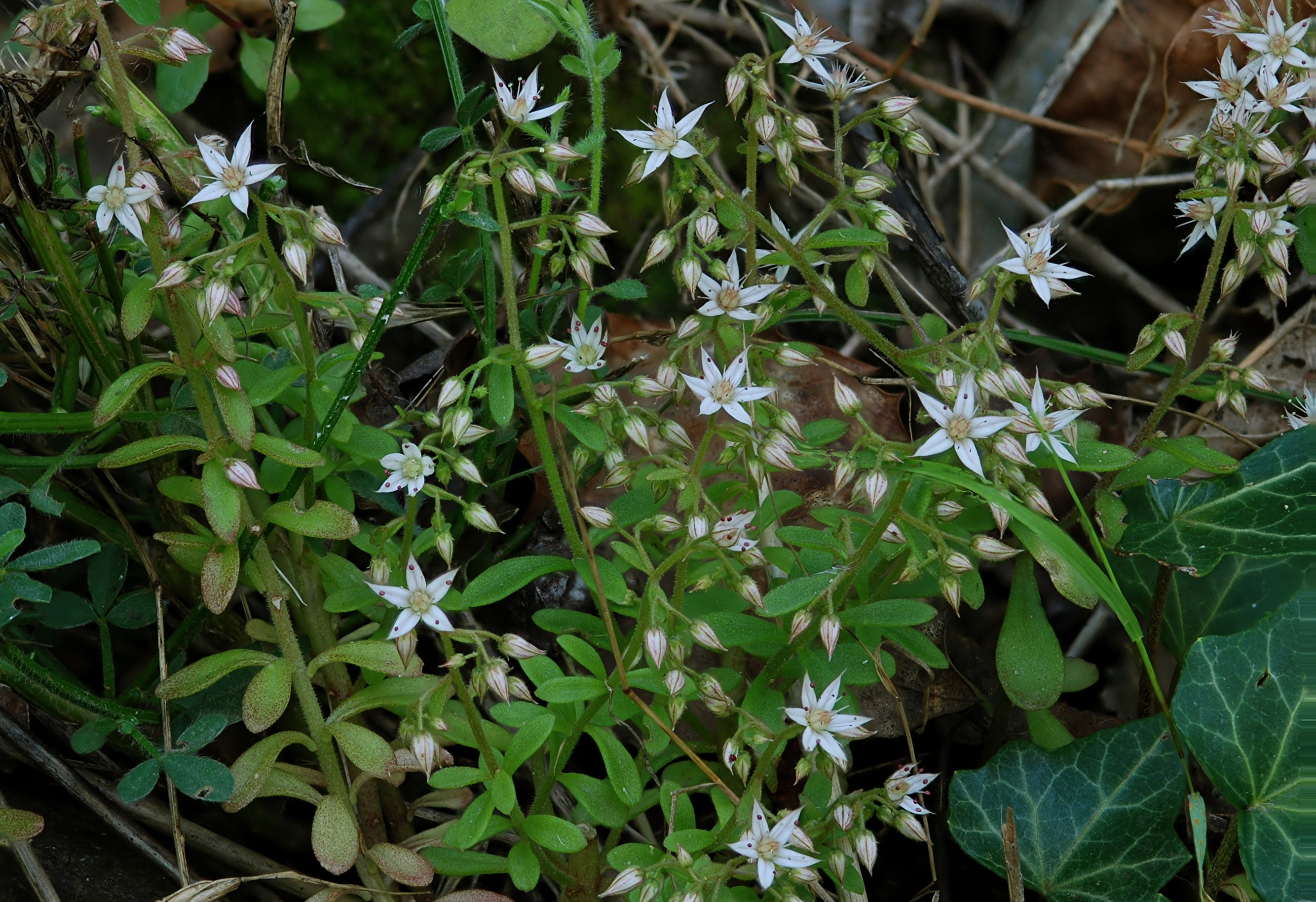
Blütenstand

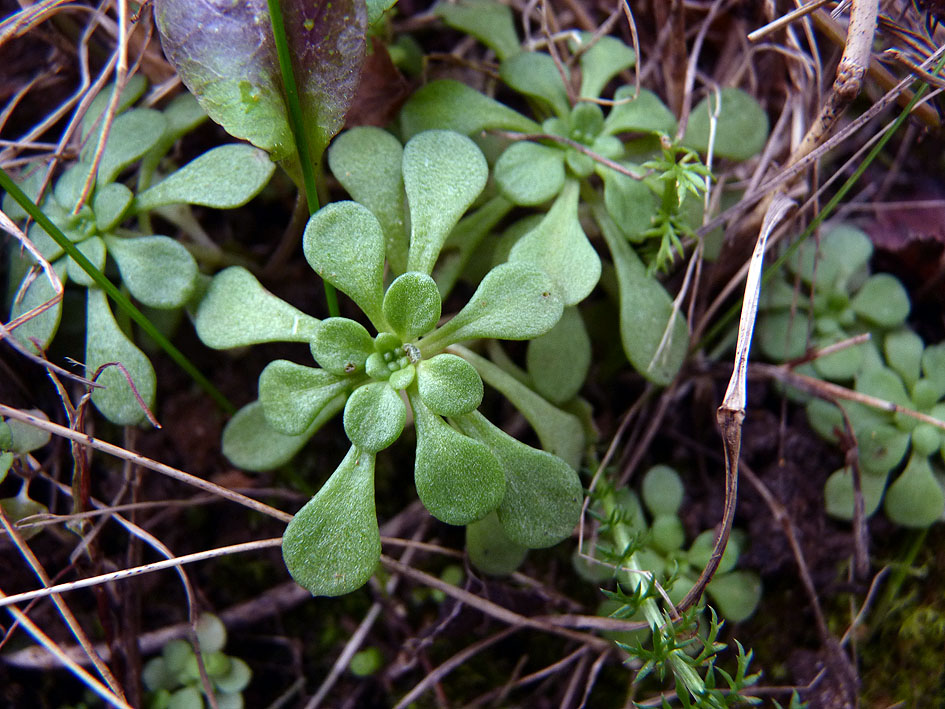
Blattrosette

### Vegetative Merkmale
Die Rispen-Fetthenne ist eine zweijährige, seltener einjährige krautige Pflanze, die Wuchshöhen von 8 bis 40 Zentimetern erreicht. Ihre Wurzel ist dünn und faserig. Der aufsteigende, seltener aufrechte Stängel ist einfach oder von Grund an verzweigt und im unteren Bereich kahl und oben flaumig-drüsig behaart. Die Laubblätter sind fleischig und kahl, 1 bis 3 Zentimeter lang und ganzrandig. Die unteren Laubblätter sind gegenständig oder stehen in drei- oder vierzähligen Wirteln; sie sind verkehrt-eiförmig bis fast kreisrund und gestielt. Die oberen Laubblätter sind länglich-lanzettlich, sitzend und teilweise wechselständig.

### Generative Merkmale
Die Blütezeit ist Juni bis Juli. Die Blüten stehen lockerer, in einem länglichen, unten beblätterten und oben meist blattlosen rispigen Blütenstand. Die Blütenstiele sind 2,5 bis 9 Millimeter lang und flaumig-drüsig behaart.
Die zwittrige Blüte ist radiärsymmetrisch und fünfzählig mit doppelter Blütenhülle. Die Kelchblätter sind schmal eiförmig mit spitzem oberen Ende. Die fünf Kronblätter sind lanzettlich, etwa dreimal so lang wie die Kelchblätter und in eine feine Haarspitze verschmälert. Sie sind rosarot, am Rücken behaart und haben einen purpurfarbenen, selten grünen Mittelstreifen. Die zehn Staubblätter bestehen aus weißen Staubfäden und roten, fast kugeligen Staubbeuteln.
Die Balgfrüchte sind 4 Millimeter lang und plötzlich in eine dünne Spitze verschmälert. Die Samen sind braun und längsrunzelig.
Die Chromosomenzahl beträgt 2n = 20 oder 22.

## Vorkommen
Die Rispen-Fetthenne kommt in Süd-, West- und Südosteuropa, in Nordafrika und in Vorderasien vor, nordwärts bis Lothringen, Südtirol und die südliche Schweiz. Es gibt Fundortangaben für die Länder Algerien, Tunesien, Spanien, Frankreich, Italien, die Schweiz, Korsika, Sardinien, Sizilien, Kroatien, Serbien, Bosnien und Herzegowina, Montenegro, Albanien, Bulgarien, Griechenland, Kreta, die Ägäis, die Türkei, Rumänien, Estland und das Gebiet von Syrien und Libanon. In Deutschland (Bayern und Thüringen), in Belgien und in Österreich kommt die Rispen-Fetthenne als Neophyt eingeschleppt vor.
Die Rispen-Fetthenne gedeiht an Waldrändern, in Heckensäumen, am Fuß beschatteter Felsen oder Mauern, an schattigen Wegböschungen auf frischen, stickstoffbeeinflussten, nährstoffreichen aber meist kalkarmen humosen Stein- oder Lehmböden. Sie ist eine Charakterart der Geranium lucidum-Sedum cepaea–Assoziation im Verband der Waldunkrautgesellschaften.
Die ökologischen Zeigerwerte nach Landolt et al. 2010 sind in der Schweiz: Feuchtezahl F = 2w+ (mäßig trocken aber stark wechselnd), Lichtzahl L = 3 (halbschattig), Reaktionszahl R = 2 (sauer), Temperaturzahl T = 4+ (warm-kollin), Nährstoffzahl N = 4 (nährstoffreich), Kontinentalitätszahl K = 1 (ozeanisch).

## Taxonomie
Die Erstveröffentlichung von Sedum cepaea erfolgte 1853 durch Carl von Linné in Species Plantarum, Tomus I, S. 431. Synonyme für Sedum cepaea L. sind: Sedum amani Post, Sedum gallioides Pourr. ex All., Sedum spathulatum Waldst. & Kit., Sedum tetraphyllum Sm.